# Camera Obscura (zespół muzyczny)
Camera Obscura – szkocki zespół alternatywnej sceny muzycznej z Glasgow założony w 1996 roku przez Tracyanne Campbell, Johna Hendersona i Gavina Dunbara.

## Skład
- Tracyanne Campbell – gitara i śpiew
- Carey Lander – fortepian, instrumenty klawiszowe i śpiew
- Kenny McKeeve – gitara, mandolina, harmonijka ustna i śpiew
- Gavin Dunbar – gitara basowa
- Lee Thomson – perkusja
- Nigel Baillie – trąbka i perkusja

## Dyskografia
- Underachievers Please Try Harder (2001)
- Biggest Bluest Hi Fi (2003)
- Let's Get Out of This Country (2006)
- My Maudlin Career (2009)